# Заводской (Приморский край)
Заводско́й — упразднённый рабочий посёлок, находившийся в подчинении администрации города Артёма в Приморском крае России. С 2004 года микрорайон города Артём.

## География
Находится в 20 километрах от г. Артёма.
Самый северный посёлок в Артёме.

## История
В 1956 году по решению Министерства строительных материалов был спроектирован завод ЖБИ — 3 для производства сборного железобетона и промышленного домостроения. Вместе со строительством предприятия вырос и посёлок Заводской.
Законом Приморского края от 11 октября 2004 года посёлки городского типа Артёмовский, Заводской и Угловое были упразднены и включены в состав города Артёма.

## Население
| 1970 | 1979  | 1989    | 2002    |
| ---- | ----- | ------- | ------- |
| 5159 | ↗7722 | ↗12 756 | ↗15 228 |

Население по переписи 2002 года составило 15 228 человек, из которых 8735 мужчин (57,36 %), 6493 женщины (42,64 %).

## Предприятия
- Завод ЖБИ-3".
- Дробильно-сортировочный завод.
- Бройлерная птицефабрика «Михайловская».

## Памятники
- Памятник погибшим в Великой Отечественной войне.
- Памятник Ленину.

## Церкви
- Домовый храм в честь иконы Божией Матери «Взыскание погибших».

## Культура
- Действует Дом культуры «Индустрия»

## Спорт
- ДЮСШ «Темп»
- ДЮСШ «Лотос»
- «КУДО»

## Образование
- Образовательный центр «Перспектива» (бывшая школа №4 и гимназия №2)
- Школа № 10
- Детский сад № 3
- Детский сад № 36
- Детский сад № 13
- Детский сад № 4

## Транспорт
Посёлок Заводской с Артёмом связывают два городских автобусных маршрута № 14 (через с. Кролевцы, через с. Кневичи и с. Суражевка), № 16 (через с. Суражевка) и №18 (через с. Ясное) и два междугородних —во Владивосток № 224 и № 110т.